# Högetjärnet (Tisselskogs socken, Dalsland)
Högetjärnet är en sjö i Bengtsfors kommun i Dalsland och ingår i Göta älvs huvudavrinningsområde.